# マハー・ラジャ・ヴィハーラ (キャラニヤ)

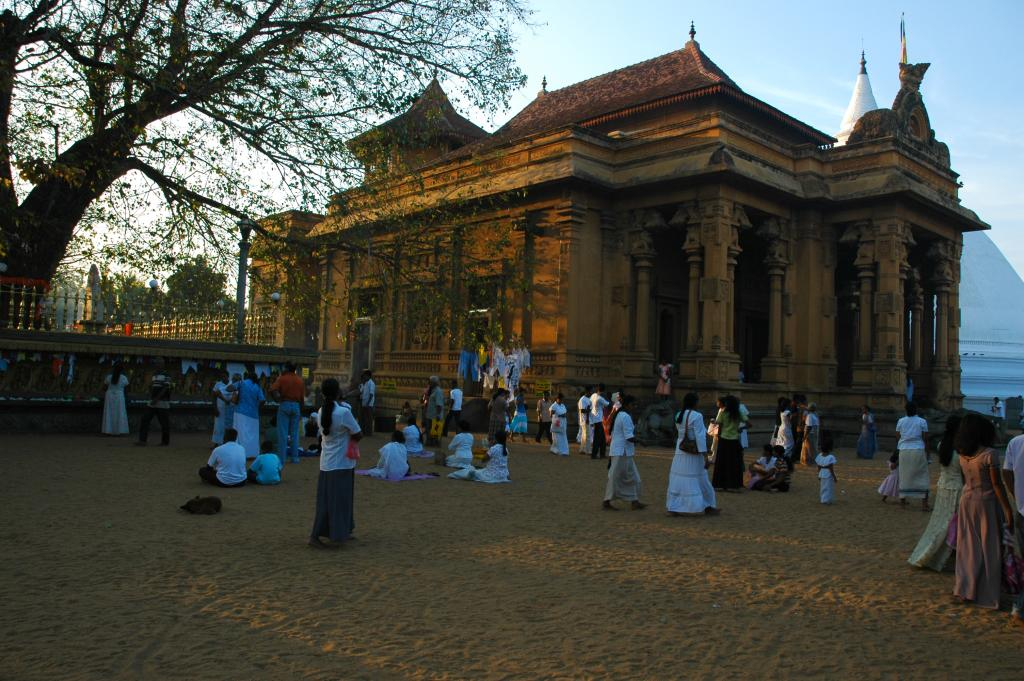
マハー・ラジャ・ヴィハーラ

マハー・ラジャ・ヴィハーラ（シンハラ語: කැලණිය රජ මහා විහාරය、英語: Kelaniya Raja Maha Vihara、キャラニア寺院とも）はスリランカの西部州キャラニヤにある寺院。
スリランカにある釈迦が訪れた地とされると地の一つで、この地で沐浴と説教を行ったとされる。その後紀元前3世紀ごろに現在の原型となるものが建てられたが、度重なる戦闘により何度か再建されている。寺院内には数多くの壁画や彫刻があり、ソリアス・メンディス(Solias Mendis)によるものが知られている。
1月の満月の日には、例祭ペラヘラ祭が開催される。